# Holenduif
De holenduif (Columba oenas) is een vogel uit de familie van de duiven (Columbidae). Zowel in Nederland als België is de holenduif het hele jaar aanwezig.

## Kenmerken
De holenduif is 28-32 cm lang en heeft een spanwijdte van 60-66 cm. De mannetjes wegen ongeveer 300 g en de vrouwtjes ongeveer 270 g. De veren zijn blauwgrijs zonder wit, bij weerszijden van de hals glanzend groen en op de borst bleek oranje. De vleugels hebben een zwarte rand. De ogen zijn zwart. De roep klinkt ongeveer als "hu ru".

## Leefwijze
Het voedsel bestaat uit zaden, graan, bessen, eikels, enz.

## Voortplanting
Het vrouwtje legt per legsel twee witte eieren in een nest in een holle boom, die door beide partners gedurende 16 dagen worden bebroed.

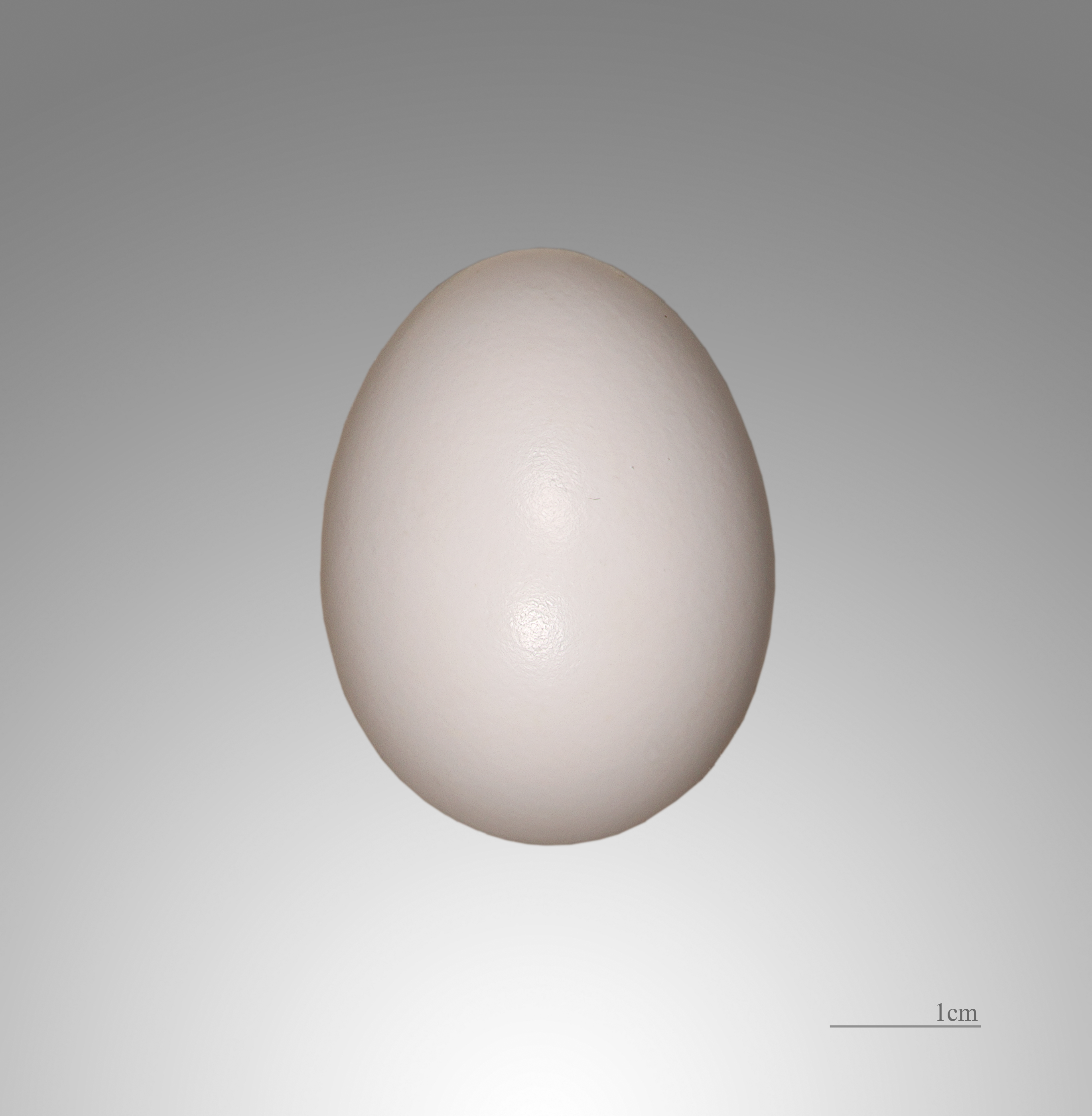
Ei van de holenduif

## Verspreiding en leefgebied
De soort telt twee ondersoorten:
- C. o. oenas: van westelijk Europa en noordwestelijk Afrika tot noordelijk Kazachstan, zuidwestelijk Siberië en noordelijk Iran.
- C. o. yarkandensis: van zuidoostelijk Kazachstan en Oezbekistan tot westelijk China.

## Status
De grootte van de populatie is in 2015 geschat op 1,4-2,6 miljoen volwassen vogels en dit aantal neemt toe. Op de Rode lijst van de IUCN heeft deze soort de status niet bedreigd.

## Video
- Holenduif op een tak